# Rhescuporis II
Pour les articles homonymes, voir Rhescuporis.
Rhescuporis II est un prince thrace des débuts de l'Empire romain, roi des Astéens et roi des Odryses de 18 av. J.-C. à sa mort en 11 av. J.-C. Il est le fils de Cotys VII et le neveu de Rhémétalcès Ier, prince Sapéen depuis 31 av. J.-C., son tuteur et successeur à la tête du dernier royaume thrace à partir de 11 av. J.-C.
Lors de la mort de son père Cotys VII en 18 av. J.-C., ses deux fils sont trop jeunes pour lui succéder. Rhescuporis II devient roi des Astéens et des Odryses mais sous la tutelle de Rhémétalcès Ier, roi des Sapéens.
Les Besses, peuple de la Thrace, restés indépendants de Rome, attaquent les provinces thraces alliées de l'Empire romain. Les barbares sont repoussés par une armée romaine aidée de leurs alliés thraces. Dans les années 13/11 av. J.-C., Rhescuporis et son oncle Rhémétalcès sont à nouveau attaqués par les Besses. Cette attaque est plus sérieuse que la précédente et Rhescuporis est vaincu et tué. Rhémétalcès est aussi mis en déroute mais parvient à fuir, se réfugiant dans le Chersonèse. Toute la Thrace est alors aux mains des Besses qui vont même attaqués les provinces romaines d'Asie et de Macédoine.
L'aide des Romains permet de détruire les Besses, les terres du prince astéen Rhescuporis sont en partie rattachées à Rome et le prince sapéen Rhémétalcès Ier devient le roi du dernier royaume thrace, celui des Odryses, succédant à Rhescuporis.

### Source partielle
- « Rhescuporis II », Charles Weiss, Biographie universelle, ou Dictionnaire historique contenant la nécrologie des hommes célèbres de tous les pays, 1841 [détail des éditions].
- Maurice Sartre, « Les provinces de Méditerranée orientale d'Auguste aux Sévères », Le Haut-Empire romain, éd. du Seuil, Point N° H220  (ISBN 2020281538).
- (en) Ian Mladjov, de l'Université du Michigan, liste des rois odrysiens de Thrace.
- (en) Site hourmo.eu, collection of Greek Coins of Thrace, Index des rois.